# 舞鶴赤十字病院
舞鶴赤十字病院（まいづるせきじゅうじびょういん）は、京都府舞鶴市にある医療機関。日本赤十字社京都府支部が運営する病院である。

## 特徴
舞鶴市、綾部市北部、宮津市南部および福井県嶺南西部からの来院者が多い。立地環境から医療圏が比較的広く、外来主導型の病院である。
眼科、整形外科の受診者が多い。
京都府立医科大学医局の関連病院として医師派遣が行われているが、新臨床研修医制度が始まった平成16年以降は京都第一、京都第二赤十字、京都大学医学部からの医師増援も行われている。
大規模災害時は全国の赤十字病院と連携して救護隊の派遣を行っており、阪神淡路大震災、東日本大震災、熊本地震などの大地震救護の他、台風などの水害救援にも救護隊の派遣を積極的に行っている。

## 概要
戦時中の1943年（昭和18年）に舞鶴市と東舞鶴市が合併して現在の舞鶴市が誕生したが、城下町として発展した西地区と軍港都市として急速に発展した東地区とは都市の性質が異なり、また両市街地が五老ヶ岳で隔てられている地理的要因も相俟って終戦後西地区を中心に合併解消の住民運動が発生した。また、国立舞鶴病院（現舞鶴医療センター）、舞鶴共済病院はすでに旧東舞鶴市街に設立されていたが、終戦後昭和22年に設立された舞鶴市民病院までもが旧東舞鶴市中心部に立地することとなったため医療サービスが偏在することになり、西地区にも病院誘致を希望する市民の声が強く上がりはじめた。そうした背景もあり、1950年（昭和25年）には旧舞鶴市側（西側）の申し入れで舞鶴市再分離の住民投票が行われた。住民投票では市民の過半数の賛成があったものの、決定権を持つ京都府議会で否決されたため、結局市の再分離は実現しなかった。しかし、西地区住民から医療施設偏在解消を求める声は根強く、これに応える形で旧海軍工廠の建物を改修整備して昭和28年6月に一般病床90床に内科、外科および放射線科の3科で舞鶴赤十字病院が発足した。
2014年（平成26年）に竣工した東館には京都府北部地域最大のリハビリテーションセンターがある。また東館2階部分に東舞鶴より移転した舞鶴市民病院との連絡通路が設けられており、転院患者および両施設の職員の往来が可能となっている。1階部分には京都府緊急時放射線被曝検査施設がある。
一般　100床　　地域包括ケア病床　50床　　　回復期リハビリテーション病床　48床　（2020年4月現在）

## 沿革
- 1953年（昭和28年）6月1日 - 舞鶴赤十字病院として発足。
- 1953年（昭和28年）8月 - 舞鶴市の伝染病舎（30床）の管理受託。
- 1954年（昭和29年）3月 - 産婦人科を設置。（現在は閉鎖）
- 1955年（昭和30年）4月 - 丹後木津、綾部診療所の管理運営を日赤京都府支部より当院へ移管。
- 1956年（昭和31年）10月 - 舞鶴赤十字病院丹後木津診療所を閉鎖。
- 1957年（昭和32年）9月 - 小児科・歯科を設置。（歯科は現在閉鎖）
- 1961年（昭和36年）3月 - 舞鶴赤十字病院綾部診療所を閉鎖。
- 1968年（昭和43年）5月 - 2代目本館竣工。（3階建）
- 1985年（昭和60年） 泌尿器科を設置。
- 1986年（昭和61年） 眼科設置。
- 1995年（平成 7年） 麻酔科設置。
- 1998年（平成10年） 皮膚科設置。
- 1999年（平成11年） 3代目本館新築工事完了。舞鶴赤十字訪問看護ステーション開設。
- 2010年（平成22年） 院内保育所「マーチング」開設。
- 2013年（平成25年） 訪問看護ステーション機能を移設、ステーション棟を解体。
- 2014年（平成26年） 8月 - 新棟「東館」完成。旧南館にあった療養病床48床を転換、3階に回復期リハビリテーション病棟を設置。

## 診療科・部門
- 内科
- 消化器内科
- 小児科
- 外科
- 整形外科
- 泌尿器科
- 眼科
- 耳鼻咽喉科
- 皮膚科
- 麻酔科
- 放射線科
- 看護部
- 薬剤部
- 検査部
- 放射線科部
- リハビリテーション科部
- 医療技術部
- 医療社会事業部
- 訪問看護ステーション
- 事務部

## 医療機関の指定等
（下表の出典）
| 保険医療機関                         | 労災保険指定医療機関                           |
| 指定自立支援医療機関（更生医療）     | 指定自立支援医療機関（育成医療）               |
| 指定自立支援医療機関（精神通院医療） | 身体障害者福祉法指定医の配置されている医療機関 |
| 特定疾患治療研究事業指定医療機関     | 生活保護法指定医療機関                         |
| 医療保護施設                         | DPC導入病院                                    |
| 結核指定医療機関                     | 小児慢性特定疾患治療研究事業指定医療機関       |
| 無料低額診療事業実施医療機関院       | 原子爆弾被害者一般疾病医療取扱医療機関         |

- 救急告示病院（二次救急）[2]
- 原子力災害医療協力機関[3]
- このほか、各種法令による指定・認定病院であるとともに、各学会の認定施設でもある。

## 院内設備・収容施設
- 売店（本館）
- レストラン（東館）
- 緊急災害対応自販機（全台。従来のペットボトル・缶タイプのほか、京都府北部初のカップベンダー式災害対応自販機（緊急時最大1万人分の給水が可能)を本館と東館に１台ずつ設置。）
- 中丹東地域リハビリテーション広域支援センター

## 交通アクセス
- JR西日本舞鶴線「西舞鶴駅」より徒歩10分[4]又は京都交通東西循環線1（左回り）3分

## 近隣施設
- 市立舞鶴市民病院
- 京都府中丹東保健所
- 綾部市立病院
- 福知山市民病院